# Tacune
Le Tacune, également appelé Cerro Tacune, est un volcan de 5 417 mètres d'altitude situé au sud du Pérou dans les Andes, province d'Arequipa, région d'Arequipa, au nord-est de la ville d'Arequipa.
Ce volcan se trouve sur le territoire de la réserve nationale Salinas y Aguada Blanca.